# 迪拜城市大厦
迪拜城市大厦，是阿联酋迪拜的三座大楼，其中最高大楼楼高358公尺、94層樓，於2022年動工、预计于2025年完工，建成后为迪拜第十高摩天大楼。